# 郭珍 (明朝)
郭珍（1393年—1447年），小字虺能，字伯重，号理斋:56，明朝驸马郭镇和永嘉公主子，武将、武定侯郭英和妾室何氏的长房孙子，朱元璋和郭惠妃外孙。

## 生平
郭珍的小字“虺能”由外祖父朱元璋赐名，成年后改名珍。家族则始终保存朱元璋书写的“虺能”墨迹。靖难之役结束后的永乐元年（1403年），郭珍的祖父郭英逝世。郭珍的父亲郭镇则在此前逝世；郭英的庶次子郭铭建文四年（1402年）时在泗州，因明成祖杀入南京、建文帝自焚、泗州投降，自杀殉国。做为长房长孙的郭珍此时仅11岁，尚未到能承袭武定侯爵位的年龄:55—56。日后，舅舅明成祖亦未准他或郭英其他子孙承袭爵位。故郭良称武定侯爵位“本在永乐间以事停袭”。有学者认为，这是明成祖对郭英在靖难之役中抵抗自己难以释怀之故:57。
永乐年间，他的一个堂姐妹，郭铭之女郭氏成为此时尚为太子的明仁宗的妾室。永乐二十二年（1424年）八月，明仁宗登基。十月，册封皇后和妃嫔。堂姐妹郭氏受封为贵妃。十一月，张皇后和郭贵妃家族同样因“戚恩”之故受到封赏。明仁宗追封郭贵妃逝世的父亲郭铭为武定侯，郭贵妃二弟郭玹袭封武定侯:58，60。
宣德十年（1434年），明宣宗逝世。母亲永嘉公主与堂弟郭玹展开爵位继承权的争夺。公主以“勋旧之义”向新帝明英宗请求，让郭珍承袭武定侯爵位。开启郭氏家族袭爵之争的拉据战。正统元年（1436年），明英宗曾回复公主，指“所喻武定侯郭玹之事，皆先朝时所为。朕笃念亲亲，已命郭珍为锦衣卫指挥佥事，侍养左右矣。”规劝公主“以大义训珍，令守礼法。若执迷不悛，祖宗之法具在，朕不敢私”:60。一般认为，该处理意见来自当时的內閣阁臣三杨:20。亦有当代研究者认为，由于事关皇族姻亲，可能出于与郭贵妃同为宣宗后妃的太皇太后张氏:60—61。
正统五年（1440年）六月，明英宗因永嘉公主上奏所买閹人杨敬因盗金册自杀一事，致信公主。除违法事项外，他认为“曾祖姑高年虑不及此。皆指挥郭珍之罪。今念至亲宥珍不问。自今望戒珍，凡百谨守礼法。庶全亲亲之谊。”
正统十二年（1447年）七月十六日，堂弟郭玹在宣府去世。永嘉公主、郭珍母子再度与郭玹之子郭聪展开爵位继承权的争夺。郭珍与郭聪相互参奏。同月，郭珍奉母亲之命，来北京朝见皇帝，病死于通州。郭珍孙子郭良编辑的《毓庆勋懿集·卷六》收录有《永嘉大长公主祭子文》。祭文写道“即不能继貂蝉于乃祖，又不能永箕裘于厥躬，为子未尽孝，为臣罔竭其忠”，可见公主以儿子郭珍未能袭爵为恨:20—21。
郭珍逝世后，以张辅为首的大臣支持郭聪袭爵。但明英宗仅赐给郭聪官职，未允许任何一人袭爵。景泰八年（1457年）正月，明英宗发起奪門之變，重祚，改元天顺。当时，有多位长期停袭或降等的侯爵恢复爵位。在此背景下，郭珍之子郭昌承袭武定侯:20—22。民国《临淮郭氏宗谱·卷四》有《追赠武定侯珍公传》:60，未知是否追封郭珍为武定侯。